# Xinghua (ort)
Xinghua är en ort i Kina. Den ligger i provinsen Jiangsu, i den östra delen av landet, omkring 140 kilometer nordost om provinshuvudstaden Nanjing. Antalet invånare är 105 918.
Runt Xinghua är det tätbefolkat, med 613 invånare per kvadratkilometer. Närmaste större samhälle är Shaoyang, 1,1 km söder om Xinghua. Trakten runt Xinghua består till största delen av jordbruksmark.
Genomsnittlig årsnederbörd är 1 119 millimeter. Den regnigaste månaden är juli, med i genomsnitt 254 mm nederbörd, och den torraste är januari, med 28 mm nederbörd.